# Association of National Advertisers
Association of National Advertisers (ANA), tidigare Association of National Advertising Managers (ANAM), är en amerikansk branschorganisation som företräder den amerikanska annonsörsgemenskapen. ANA har omkring 1 600 företag och organisationer anslutna till sig, som spenderar uppemot 400 miljarder amerikanska dollar för att marknadsföra omkring 20 000 varumärken per år.

## Historik
Branschorganisationen grundades 1910 som Association of National Advertising Managers i Detroit i Michigan av 45 företag. Fyra år senare namnändrades branschorganisationen till det nuvarande namnet. I senare skede flyttades huvudkontoret till New York i New York.

## Styrelsen
| Position        | Namn                 | Företag/Organisation        |
| --------------- | -------------------- | --------------------------- |
| Ordförande      | Marc Pritchard       | Procter & Gamble            |
| Kassör          | Paul Alexander       | Boston University           |
| Ledamöter       | Dean Aragon          | Shell                       |
| Ledamöter       | Lisa Becket          | Walt Disney Company         |
| Ledamöter       | Douwe Bergsma        | Piedmont Healthcare         |
| Ledamöter       | Esi Eggleston Bracey | Unilever                    |
| Ledamöter       | Chris Brandt         | Chipotle Mexican Grill      |
| Ledamöter       | Fiona Carter         | Goldman Sachs               |
| Ledamöter       | Frank Cooper III     | Visa                        |
| Ledamöter       | Mathilde Delhoume    | LVMH                        |
| Ledamöter       | Tony Ezell           | BD                          |
| Ledamöter       | Morgan Flatley       | McDonald’s                  |
| Ledamöter       | Julia Goldin         | Lego                        |
| Ledamöter       | Gerald E. Johnson II | American Heart Association  |
| Ledamöter       | Ramon Jones          | Nationwide Mutual Insurance |
| Ledamöter       | Soyoung Kang         | Eos Products                |
| Ledamöter       | Kellyn Smith Kenny   | AT&T                        |
| Ledamöter       | Emily Ketchen        | Lenovo                      |
| Ledamöter       | Antonio Lucio        | HP Inc                      |
| Ledamöter       | Greg Lyons           | Pepsico                     |
| Ledamöter       | Marcel Marcondes     | Anheuser-Busch Inbev        |
| Ledamöter       | Douglas Martin       | General Mills               |
| Ledamöter       | Lisa Materazzo       | Ford Motor Company          |
| Ledamöter       | Lisa McKnight        | Mattel                      |
| Ledamöter       | Shakir Moin          | The Coca-Cola Company       |
| Ledamöter       | Raja Rajamannar      | Mastercard                  |
| Ledamöter       | Shenan Reed          | General Motors              |
| Ledamöter       | Lisa Roath           | Target Corporation          |
| Ledamöter       | Peggy Roe            | Marriott International      |
| Ledamöter       | Elizabeth Rutledge   | American Express            |
| Ledamöter       | Maggie Schmerin      | United Airlines             |
| Ledamöter       | Julie Washington     | Trinity Health              |
| Ledamöter       | Han Wen              | L'Oréal                     |
| Ledamöter       | William White        | Walmart                     |
| Ledamöter       | Carla Zakhem-Hassan  | JPMorgan Chase              |
| VD              | Bob Liodice          |                             |
| President & COO | Christine Manna      |                             |